# Раадувере
Ра́адувере (ест. Raaduvere küla) — село в Естонії, у волості Йиґева повіту Йиґевамаа.

## Населення
Чисельність населення на 31 грудня 2011 року становила 24 особи.

## Географія
Село розташоване на відстані приблизно 10,7 км на північний схід від міста Йиґева та 3 км на північний захід від селища Лайузе.
Через село проходить автошлях 145 (Ваймаствере — Лайузе).